# 小行星10683
小行星10683（10683 Carter）是一颗绕太阳运转的小行星，为主小行星带小行星。该小行星于1980年6月10日发现。

## 轨道参数
小行星10683的轨道半长轴为2.1662502 UA，离心率为0.158。